# Partito dell'Unità della Nazione Romena
Il Partito dell'Unità della Nazione Romena (in romeno: Partidul Unității Națiunii Române, PUNR) è stato un partito politico romeno di orientamento social-conservatore e nazionalista.
Fondato nel marzo 1990 come Partito di Unione Nazionale dei Romeni di Transilvania (Partidul de Uniune Națională a Românilor din Transilvania, PUNRT), assunse successivamente per un breve periodo nel corso del 1990 il nome di Partito per l'Unione Nazionale dei Romeni (Partidul pentru Uniunea Națională a Românilor, PUNR) e, dal 1990 al 2002, quello di Partito dell'Unità Nazionale Romena (rumeno: Partidul Unității Naționale Române, PUNR). Su iniziativa della nuova dirigenza, nel 2002 adottò la definitiva denominazione, che mantenne fino alla confluenza nel Partito Conservatore (PC), avvenuta nel 2006.
Nato sulle istanze dei gruppi nazionalisti xenofobi romeni presenti in Transilvania, che erano preoccupati dal potenziale riconoscimento di speciali tutele per i cittadini di etnia ungherese rappresentati dall'Unione Democratica Magiara di Romania (UDMR), il PUNR fece della regione il proprio bacino elettorale.
Rappresentato in parlamento dal 1990 al 2000 con percentuali variabili tra il 2% e l'8%, dal 1992 al 1996 partecipò all'alleanza di governo del Quadrilatero Rosso (Patrulaterul Roșu), insieme a Fronte Democratico di Salvezza Nazionale (FDSN), Partito Grande Romania (PRM) e Partito Socialista del Lavoro (PSM), in appoggio al primo ministro Nicolae Văcăroiu.
Tra il 1997 e il 1998, specialmente dopo l'addio alla presidenza di Gheorghe Funar, il partito entrò in una dura crisi che ebbe il proprio apice nell'insuccesso del 2000, quando non riuscì a superare la soglia di sbarramento in occasione delle elezioni parlamentari. Nel 2002 Mircea Chelaru provò a rinnovare la struttura e il messaggio del PUNR senza ottenere, tuttavia, risultati concreti in termini elettorali. Lo stesso Chelaru nel 2006 fu tra i promotori della fusione con il PC.

## Storia

### La fondazione del PUNRT in Transilvania
In seguito alla rivoluzione romena del 1989 che rovesciò il regime di Nicolae Ceaușescu il potere fu assunto ad interim da un governo provvisorio (il Consiglio del Fronte di Salvezza Nazionale, CFSN) guidato da Ion Iliescu, che indisse prime libere elezioni per il maggio 1990. Nacquero, quindi, numerose formazioni politiche, che si organizzarono per concorrere alla tornata elettorale.
In Transilvania, regione caratterizzata dalla presenza di una folta comunità ungherese, emersero due tendenze politiche contrapposte, basate sulla differenziazione etnica. Mentre l'Unione Democratica Magiara di Romania (UDMR) nacque come piattaforma culturale e politica in difesa degli interessi dei cittadini di origine ungherese, i nazionalisti romeni, temendo l'eventuale riconoscimento di speciali diritti per le altre minoranze da parte del nuovo stato, si riunirono intorno all'organizzazione culturale xenofoba dell'Unione del Focolare Rumeno (rumeno: Uniunea Vatra Românească, UVR).
Il 15 marzo 1990 Constantin Ivașiuc fondò a Brașov il Partito di Unione Nazionale dei Romeni di Transilvania (rumeno: Partidul de Uniune Națională a Românilor din Transilvania, PUNRT), gruppo che si proclamava espressione politica dell'UVR e si proponeva di difendere i diritti dei cittadini di etnia romena in Transilvania. Il PUNRT nacque sullo scheletro dell'organizzazione socio-culturale nazionalista dell'UVR, che aveva avuto un ruolo di primo piano nel conflitto interetnico di Târgu Mureș del 19-21 marzo del 1990, che aveva causato 5 morti e centinaia di feriti, come esito del violento scontro fra nazionalisti romeni ed ungheresi. La stessa dirigenza del partito definiva il PUNRT come un gruppo necessario dopo gli eventi di Târgu Mureș, considerati significativamente il primo tentativo di distruggere la Romania moderna dopo l'occupazione comunista del 1945-1989. Il PUNRT, i cui militanti erano in larga parte anche membri dell'Unione del Focolare Romeno, si opponeva al riconoscimento di speciali diritti amministrativo-territoriali per la comunità ungherese in Transilvania, sosteneva l'unità del territorio romeno e il riconoscimento dei suoi confini storici. Numerosi suoi affiliati avevano avuto, inoltre, un ruolo attivo sotto il regime di Ceaușescu ed erano ideologicamente prosecutori del pensiero politico nazionalista dell'ex dittatore. Vi era, infatti, stretta contiguità tra gli ex membri della Securitate, la polizia politica di epoca comunista, e quelli dell'UVR e PUNRT.

### Le elezioni del 1990 e la costituzione del PUNR
Nonostante il rischio di esplosione di un conflitto etnico di ampia portata, il Fronte di Salvezza Nazionale (FSN), partito egemone che guidava il governo provvisorio, fu tollerante nei confronti dell'UVR e del PUNRT, e si dimostrò più volte vicino al discorso politico portato avanti da tali gruppi. La necessità del FSN di appellarsi al richiamo nazionalista per scopi elettorali fu un elemento che avvicinò il PUNRT al partito del presidente della Romania Iliescu, all'interno del quale molti membri non nascondevano simpatie nazionaliste.
Per concorrere alle elezioni del 1990 il PUNRT costituì una coalizione con il piccolo Partito Repubblicano (rumeno: Partidul Republican, PR) di Ioan Mânzatu. Le due formazioni unirono i propri sforzi in termini organizzativi partecipando sotto la comune insegna di Alleanza per l'Unità dei Romeni (rumeno: Alianța pentru Unitatea Românilor, AUR). AUR si attestò intorno al 2%, ottenendo 9 deputati e 2 senatori, che andarono tutti a candidati del PUNRT, che era il maggior partito della coalizione. I suoi parlamentari furono eletti tutti in Transilvania e nel nordovest del paese, tra i distretti di Mureș, Cluj, Brașov e Bihor.
Nel corso del primo consiglio nazionale del 16 giugno 1990, tenutosi a Brașov, il presidente fondatore Ivașiuc rassegnò le proprie dimissioni, assumendosi la responsabilità dello scadente risultato elettorale del mese precedente. Al suo posto fu nominato Alexandru Crișan. In occasione della stessa conferenza il partito fu ridenominato Partito per l'Unione Nazionale dei Romeni (rumeno: Partidul pentru Uniunea Națională a Românilor, PUNR), con l'eliminazione del riferimento regionale alla sola Transilvania. Pochi mesi più tardi, in occasione del secondo consiglio nazionale di Cluj-Napoca del 16-17 novembre 1990, che approvò il nuovo statuto e il nuovo programma politico, fu adottata la sigla di Partito dell'Unità Nazionale Romena (rumeno: Partidul Unității Naționale Române, PUNR) e decretata la fusione con il Fronte Popolare della Moldavia (rumeno Frontul Popular din Moldova), fondato a Iași nel gennaio del 1990 da Vlad Bejan. Questi fu nominato primo vicepresidente e fu stabilita la creazione di un ufficio di direzione permanente composto da 21 membri.
Il 7 marzo 1991 si tenne un consiglio nazionale straordinario per discutere la creazione di un nuovo partito incentrato sull'Unione del Focolare Romeno, che avrebbe preluso alla politicizzazione di quest'ultimo. La proposta, in ogni caso, non ebbe seguito e il consiglio si limitò a decretare la nomina di Zeno Opriș a capo dell'UVR. 
Tra il 15 e il 16 maggio 1991 ebbe luogo a Târgu Mureș il terzo congresso nazionale del partito, che elesse il senatore ed ex leader dell'Unione del Focolare Rumeno Radu Ceontea alla presidenza e Petre Burcă alla vicepresidenza.

### Sostegno al governo Văcăroiu
La forza del partito in Transilvania fu confermata dalle elezioni amministrative locali del febbraio 1992. Il PUNR conquistò 1.535 seggi di consigliere comunale, 80 di consiglieri di distretto e 96 di sindaco, tra i quali Gheorghe Funar, nuovo primo cittadino di Cluj-Napoca. In tale veste, nel corso del proprio mandato, Funar fu protagonista di durissimi atti contro la minoranza ungherese come, ad esempio, il divieto di affissione di insegne nelle due lingue e l'imposizione della sola lingua romena nella toponomastica stradale, mentre si batté per limitare la libertà di associazione delle organizzazioni culturali ed educative ungheresi, con azioni spesso dubbie dal punto di vista legale.

Percentuali di voto per Gheorghe Funar divise per distretto in occasione del primo turno delle Elezioni presidenziali in Romania del 1992. Il candidato del PUNR ottenne percentuali superiori al 30% tra i distretti di Cluj (31,2), Mureș (32,5), Alba (31,4) e Bistrița (34,1).

Nel corso del consiglio nazionale dell'11 giugno 1992 Gheorghe Funar fu indicato come candidato alla presidenza della repubblica in vista della tornata elettorale in programma in settembre. In occasione delle elezioni parlamentari in Romania del 1992 il PUNR si assestò intorno all'8%, quarto partito del paese, con percentuali simili a quelle dell'UDMR, mentre Funar giunse terzo alle presidenziali, dietro ai candidati dei partiti maggiori (Ion Iliescu per il FDSN ed Emil Constantinescu per la CDR). Il partito ottenne 30 deputati e 14 senatori grazie alla solita base elettorale in Transilvania. In seguito alle elezioni nacque il governo Văcăroiu, promosso dal primo partito romeno, il Fronte Democratico di Salvezza Nazionale (FDSN) di Iliescu che, vista la necessità di assicurarsi la maggioranza parlamentare, godette del sostegno di altri gruppi nazionalisti populisti: oltre al PUNR, anche il Partito Grande Romania (PRM) e il postcomunista Partito Socialista del Lavoro (PSM).
In seguito all'analisi dei risultati elettorali, il 3 ottobre 1992 il partito decise di allontanare dalla dirigenza Ceontea e Burcă, considerati responsabili, altresì, di aver fornito un debole supporto alla candidatura presidenziale di Funar. Durante la stessa conferenza fu deciso, inoltre, di spostare la sede centrale del partito da Cluj a Bucarest. Il 17 ottobre dello stesso anno, infine, la presidenza fu ufficialmente assegnata a Gheorghe Funar, divenuto figura di maggiore rilevanza del PUNR.
Il ruolo del PUNR fu decisivo per garantire la governabilità del gabinetto presieduto da Nicolae Văcăroiu. Già dal marzo 1993 il governo incluse alcuni ministri vicini al PUNR, ma non legati ufficialmente al partito. A questi fu vietato di dichiarare esplicitamente la propria affiliazione partitica a causa degli eventuali timori che la loro dichiarata presenza avrebbe procurato ai governi occidentali, cui la Romania di Iliescu mirava ad avvicinarsi dal punto di vista diplomatico. Il messaggio estremista del PUNR, infatti, era malvisto dai paesi che facevano parte di NATO ed Unione europea. Il FDSN, tuttavia, necessitava dell'appoggio parlamentare del PUNR, le cui minacce di ritiro del proprio sostegno a Văcăroiu portarono, nell'agosto 1993, all'avvio di negoziati per l'ingresso ufficiale del gruppo di Funar nel gabinetto di governo.
Tra il 1993 e il 1994 esplose il primo grande scandalo finanziario della Romania postrivoluzionaria. Si trattò della bancarotta della società Caritas di Cluj, attività fortemente pubblicizzata dal PUNR per la visibilità che garantiva al partito, il cui fallimento avrebbe potenzialmente potuto ripercuotersi sulla stabilità del governo. Nonostante l'enorme impatto economico e il clamore della notizia, Funar riuscì ad evitare ogni riflesso sul PUNR.
Nel gennaio del 1994 fu raggiunto con Iliescu un accordo che prevedeva l'assegnazione di diversi ministeri al PUNR a partire dal mese di agosto. In estate, quindi, Valeriu Tabără assunse il dicastero dell'agricoltura, mentre Adrian Turicu quello delle comunicazioni. Tale evento decretò l'ingresso ufficiale del PUNR nella squadra di governo come partner del FDSN. Altri ministri vicini al PUNR furono Iosif Gavril Chiuzbaian (ministro della giustizia) e Aurel Novac (ministro dei trasporti).
L'intesa tra PDSR (nuova denominazione del FDSN), PUNR, PRM e PSM (il cosiddetto quadrilatero rosso) funzionò in maniera non ufficiale fino al 1995, quando tutte e quattro le forze si impegnarono a rispettare un accordo firmato il 25 gennaio presso il Palazzo di Elisabetta di Bucarest.
Contestualmente il PUNR strinse patti anche con altri partiti minori. Il 19 dicembre 1993 fu firmato un protocollo di alleanza con il Partito Democratico Agrario di Romania (PDAR), che assunse la denominazione di Blocco dell'Unità Nazionale (rumeno: Blocul Unitații Naționale, BUN) cui, nel periodo tra l'ottobre 1995 e il marzo 1996, prese parte anche il Movimento Ecologista di Romania (MER).
Sotto la leadership di Funar, tuttavia, il partito iniziò a mostrare dei segni di rottura e la nascita di fazioni interne. Il consiglio nazionale del 17 ottobre 1995 rielesse alla presidenza Funar che, però, fu contrastato dalla candidatura del vicepresidente del senato Valer Suian, che ottenne circa il 40% dei voti. Molti membri misero in dubbio la convenienza dell'alleanza con il PDSR. Parimenti, a livello di governo il quadrilatero rosso iniziò a sfaldarsi nell'autunno del 1995. Il 19 ottobre il vicepresidente del PDSR Adrian Năstase annunciò la fine dell'intesa con il PRM per vie di alcune dichiarazioni del suo presidente Corneliu Vadim Tudor; il 16 marzo 1996 lasciò il PSM.
Nell'estate del 1996 si celebrarono le elezioni amministrative locali che portarono al PUNR 2.044 seggi di consigliere comunale, 90 di consigliere di distretto e 147 di sindaco, ma che inasprirono il dibattito interno al partito in tema di alleanze politiche. Nel corso del consiglio nazionale del 13 luglio 1996, infatti, si confrontarono due tendenze opposte: da una parte Funar convinse i propri sostenitori della necessità di promuovere il mantenimento dei rapporti con il PDSR di Iliescu e Năstase, mentre dall'altra Valeriu Tabără parteggiava per la rottura con il PDSR e il rafforzamento dell'asse con PDAR e MER. Alla fine fu il punto di vista di Funar a prevalere. Allo stesso tempo il consiglio nazionale decretò la candidatura di quest'ultimo alle elezioni presidenziali di novembre. Gli altri due membri proposti per tale carica, Valeriu Tabără e Teodor Ardelean, rifiutarono di presentare la propria candidatura in contrapposizione a Funar.
Nonostante i propositi, tuttavia, tra agosto e settembre 1996, le scelte di politica estera del governo Văcăroiu portarono alla rottura definitiva dell'alleanza tra PUNR e PDSR. Ritenuti dagli osservatori internazionali un passo necessario per l'integrazione euroatlantica della Romania, i termini del trattato di collaborazione che stava per essere siglato tra il governo e l'Ungheria furono aspramente e pubblicamente contestati dal PUNR e causarono, come misura finale, il ritiro del partito di Funar dalla maggioranza.

### Declino di fine anni novanta
Abbandonato il governo a pochi mesi dal termine naturale della legislatura, il PUNR partecipò al di fuori di ogni coalizione alle elezioni parlamentari in Romania del 1996, ma registrò un significativo calo, arrivando intorno al 4% (18 deputati e 7 senatori), mentre la candidatura di Funar ebbe scarso successo. Con la marginalizzazione del PUNR, fu il PDSR di Iliescu a provare ad farsi portavoce del messaggio nazionalista come mezzo di consenso elettorale. Le elezioni, tuttavia, furono vinte da una coalizione di centro-destra (Convenzione Democratica Romena), che invitò a partecipare al governo i regionalisti filoungheresi dell'UDMR (che aveva ottenuto il 6%), che furono bersaglio di durissime critiche da parte del PUNR.
Come conseguenza della sconfitta, la convenzione nazionale del 22 marzo 1997 stabilì l'adozione di un nuovo statuto e di un nuovo programma, eleggendo Valeriu Tabără alla presidenza e lasciando la vicepresidenza a Funar. Quest'ultimo, tuttavia, critico verso la nomina di Tabără e platealmente contrario al mantenimento dello status quo all'interno del partito, fu espulso nel corso del consiglio nazionale del 4 novembre 1997 e, successivamente, nell'ottobre 1998, entrò nel Partito Grande Romania (PRM) di Corneliu Vadim Tudor, divenuto nuovo punto di riferimento dei nazionalisti romeni. Dopo il 1997, infatti, l'appello nazionalista divenne appannaggio del PDSR e, nelle sue forme più estremiste, del PRM, mentre il PUNR passò in secondo piano.
Il 20 ottobre 1999 Mircea Druc, ex primo ministro della Moldavia, candidato nel 1992 alla presidenza della repubblica della Romania e all'epoca presidente del Partito della Reintegrazione - Opzione Dacico-Latina (rumeno: Partidul Reîntregirii - Optiunea Daco-Latina, PRODL), gruppo favorevole all'unificazione tra Romania e Moldavia, siglò con Tabără un accordo finalizzato all'assorbimento del proprio partito nel PUNR. Druc divenne, in tal modo, presidente del consiglio nazionale del PUNR.
Le elezioni amministrative del giugno 2000 segnarono un ulteriore calo: il partito ottenne 869 seggi di consigliere comunale, 37 di consiglieri di distretto e 47 sindaci.
Con la progressiva riduzione del consenso elettorale, Tabără si rivolse ad altre forze politiche per provare un'inversione di rotta. In vista delle elezioni parlamentari e presidenziali del 2000 fu promotore della fusione con il Partito Nazionale Romeno (PNR) di Virgil Măgureanu, ex direttore dei servizi segreti del Serviciul Român de Informații (1990-1997), determinando la formale sparizione della sigla PUNR dal registro dei partiti politici della Romania e dando vita con i nuovi alleati al Partito Alleanza Nazionale. Il progetto, tuttavia, fallì miseramente, poiché il nuovo soggetto politico non riuscì a superare la soglia di sbarramento e rimase senza seggi in parlamento. A posteriori lo stesso Tabără si assunse la responsabilità di aver realizzato un'alleanza non funzionale.

### Tentativo di ripresa con Mircea Chelaru
Formalmente dissolto, il PUNR riprese l'attività politica sotto la propria denominazione solo nel maggio 2002. Nel gennaio di quell'anno, infatti, il generale Mircea Chelaru, che era stato a capo dell'esercito nel periodo del conflitto interetnico di Târgu Mureș del 1990, si era iscritto al partito e il 15 marzo il consiglio nazionale riunito a Târgu Mureș lo aveva nominato presidente. Il congresso dell'11 maggio 2002 approvò il nuovo statuto, che ratificò la rifondazione del gruppo e decretò l'importante cambio di denominazione in Partito dell'Unità della Nazione Romena (rumeno: Partidul Unității Națiunii Române, PUNR). Valeriu Tabără fu nominato primo vicepresidente e Ioan Curtean de Hondol segretario generale. Al loro fianco fu stabilita la creazione di un ufficio centrale permanente (composto da 22 membri) e di un consiglio nazionale (composto da 133 persone, in aggiunta ai capi delle filiali distrettuali e di eventuali parlamentari o prefetti).
Secondo il proprio programma politico, dal punto di vista ideologico il nuovo PUNR coniugava la dottrina social-liberale a quella del nazionalismo democratico, considerati da Chelaru gli ideali più adeguati per la Romania di quel periodo. Lo stesso presidente di partito indicò l'intenzione di superare gli ideali nazionalisti dei precursori del PUNR e diventare in senso più ampio il «portabandiera e la voce che attirerà l'attenzione sui bisogni dell'unità nazionale».
Riguardo alle alleanze politiche, Chelaru firmò un protocollo con il Partito Social Democratico (erede diretto del PDSR) e si definì disposto ad un'apertura con le ali più moderate del PRM vicine al cristianesimo democratico.
Nonostante i propositi di rinnovamento, tuttavia, in occasione delle elezioni amministrative dell'estate 2004 il partito conseguì solo 383 seggi di consigliere comunale, 3 di consigliere di distretto e 14 di sindaco. Il trend negativo fu confermato alle elezioni parlamentari in Romania del 2004, alle quali ottenne appena lo 0,5%. 

### Sparizione del PUNR
Persa la propria rilevanza politica, il PUNR iniziò a rivolgersi ad altri gruppi per garantire la sopravvivenza della propria ideologia. Al termine di un lungo negoziato, il 12 febbraio 2006 la parte maggioritaria del PUNR venne assorbita dal Partito Conservatore (PC) di Dan Voiculescu. Chelaru, fautore della fusione, divenne vicepresidente del PC e spinse numerosi suoi sostenitori a seguirlo, facendo leva sull'idea che, in seguito all'assorbimento, il nuovo partito avrebbe ereditato i tratti dottrinari nazional-conservatori propri del PUNR per quanto riguardava gli aspetti legati agli ideali di stato e nazione.
La proposta di Chelaru, tuttavia, fu contestata da diverse sezioni, che temevano la perdita di identità del proprio partito. Al centro della disputa vi era il fatto che, al momento della fusione del 2006, il PC si trovava al governo a sostegno del primo ministro Călin Popescu Tăriceanu in coalizione con l'UDMR, antagonista storico del PUNR. A tal riguardo il senatore dell'UDMR György Frunda si dichiarò molto preoccupato della possibile influenza del PUNR sul discorso politico del PC.
In aperta critica con l'opzione sostenuta da Chelaru, una parte delle sezioni, seguendo l'esempio di Valeriu Tabără, confluì nel Partito Democratico (PD) di Traian Băsescu. Un'altra, più reticente all'alleanza con il PC e, di conseguenza, con l'UDMR, passò al Partito Social Democratico come, ad esempio, la filiale di Târgu Mureș guidata da Mircea Radu, che aveva siglato un accordo di alleanza con il PSD già nel 2005.

## Ideologia
Nei primi anni novanta in Transilvania, al fianco dell'Unione del Focolare Rumeno (UVR), il nazionalismo etnico romeno antiungherese ebbe la propria espressione anche nel PUNR. Entrambi i gruppi ebbero un ruolo di primo piano negli incidenti di Târgu Mureș del marzo 1990. A differenza dell'UVR, che rimase essenzialmente un'organizzazione culturale, il PUNR ne fu però l'evoluzione politica. Per i suoi membri la doppia appartenenza sia all'una che all'altra fu una caratteristica predominante, così come fu comune l'adesione al PUNR di elementi che avevano fatto parte della Securitate comunista, che aveva apertamente sostenuto il dittatore Ceaușescu. Il PUNR nacque essenzialmente come reazione alla creazione del partito filoungherese dell'UDMR.
L'ostilità su base etnica fu parte integrante del programma politico del PUNR degli albori. Nel corso del congresso nazionale del partito tenutosi nel maggio 1991, ad esempio, gli antagonisti dell'UDMR furono definiti come un gruppo anacronistico ed estremista che, tramite la propria attività, danneggiava l'unità dello stato romeno e che, per tale motivo, andava combattuto. Diversi osservatori internazionali, infatti, segnalarono il carattere xenofobo avverso alle minoranze del PUNR. La duttilità del messaggio nazionalista populista per fini elettorali, tuttavia, fece sì che questo fosse tollerato dal maggior partito del paese, il FSN, che nel 1994 accolse il PUNR nella coalizione di governo.
Nonostante le ambizioni, tuttavia, il PUNR rimase un movimento forte solamente a livello regionale mentre, soprattutto dopo il 1996, fu il PRM di Corneliu Vadim Tudor a rappresentare il voto dell'elettorato nazionalista a livello statale. L'antagonismo con l'UDMR in Transilvania fu il tratto fondamentale del partito che, dopo il 1997, entrò in una crisi che costrinse la dirigenza a rivedere la propria posizione, mentre il messaggio nazionalista fu assunto dal PRM e da alcune correnti del PDSR del presidente della repubblica Iliescu.
Nel 2002 il nuovo presidente Mircea Chelaru provò a rivitalizzare il partito, promuovendo una revisione ideologica aperta al liberalismo sociale e mirata alla creazione di uno spazio politico nazionalista di matrice democratica. Chelaru a tal proposito dichiarò:
(Mircea Chelaru)

## Simbolo
Come da statuto, il simbolo del PUNR era l'acronimo V. R. posto all'interno di un contorno con la forma geografica della Romania, al di sotto del quale si trovava la scritta P.U.N.R. Le iniziali V e R si richiamavano a tre diversi riferimenti che simboleggiavano la stabilità, la continuità e la forza della rinascita nazionale:
- Vatra Românească: il focolare romeno della tradizione popolare
- Virtuțiile Românitații: le virtù dell'etnia romena
- Viitorul României: il futuro della Romania

La sigla V. R. fu ripresa dal rifondato PUNR anche nel nuovo simbolo del 2002. Questo presentava una foglia di quercia con al centro una croce, alla cui base si trovavano le due lettere V e R.

## Struttura

### Presidenti
- Constantin Ivașiuc (1990)
- Alexandru Crișan (1990 - 1991)
- Radu Ceontea (1991 - 1992)
- Gheorghe Funar (1992 - 1997)
- Valeriu Tabără (1997 - 2002)
- Mircea Chelaru (2002 - 2006)

## Risultati elettorali
| Elezione          | Elezione | Voti    | %    | Seggi    |
| ----------------- | -------- | ------- | ---- | -------- |
| Parlamentari 1990 | Camera   | 290.875 | 2,12 | 9 / 396  |
| Parlamentari 1990 | Senato   | 300.473 | 2,15 | 2 / 119  |
| Parlamentari 1992 | Camera   | 836.547 | 7,72 | 30 / 341 |
| Parlamentari 1992 | Senato   | 890.410 | 8,12 | 14 / 143 |
| Parlamentari 1996 | Camera   | 533.348 | 4,35 | 18 / 343 |
| Parlamentari 1996 | Senato   | 518.962 | 4,22 | 7 / 143  |
| Parlamentari 2000 | Camera   | 149.525 | 1,38 | 0 / 345  |
| Parlamentari 2000 | Senato   | 154.761 | 1,42 | 0 / 140  |
| Parlamentari 2004 | Camera   | 53.222  | 0,52 | 0 / 332  |
| Parlamentari 2004 | Senato   | 56.414  | 0,55 | 0 / 137  |
| 1. 2.             |          |         |      |          |

| Elezione           | Elezione | Candidato      | Voti      | %     | Esito                |
| ------------------ | -------- | -------------- | --------- | ----- | -------------------- |
| Presidenziali 1992 | I turno  | Gheorghe Funar | 1.294.388 | 10,88 | ❌ Non eletta/o (3º) |
| Presidenziali 1996 | I turno  | Gheorghe Funar | 407.828   | 3,22  | ❌ Non eletta/o (6º) |

## Nelle istituzioni

### Governi
- Governo Văcăroiu (1994 - 1996)

### Collocazione parlamentare
- Opposizione (1990-1992)

Governo Roman II, Governo Roman III, Governo Stolojan
- Sostegno parlamentare (1992-1994)

Governo Văcăroiu
- Maggioranza (1994-1996)

Governo Văcăroiu
- Opposizione (1996-2000)

Governo Ciorbea, Governo Vasile, Governo Isărescu
- Opposizione extraparlamentare (2000-2006)

Governo Năstase, Governo Tăriceanu I, Governo Tăriceanu II